# Franz Zelger
Franz Ludwig Eduard Josef Zelger (auch: Franz Zelger) (* 16. Juni 1864 in Luzern; † 7. Januar 1944) war ein Schweizer Jurist und Verfasser zahlreicher historischer Aufsätze.

## Leben
Zelger war Bürger von Stans und Sohn des Landschaftsmalers Josef Zelger. 1881 bis 1883 besuchte er die höheren Gymnasialklassen an der Höheren Lehranstalt Luzern. 1883/84 studierte er am Bischöflichen Lyzeum Eichstätt Philosophie; hier war er auch Mitglied der Helvetia Eystettensis, der er im Sommersemester 1884 als Präses vorstand. 1884 bis 1886 studierte er in München und 1886 bis 1889 in Basel Jura; 1889 wurde er an der Universität Basel zum Doktor der Rechte promoviert; sein Dissertationsthema war «Die Alpgenossenschaften von Nidwalden». Anschliessend war er Rechtsanwalt in Luzern und fungierte 1891 bis 1895 als Sekretär (Oberschreiber) des Justizdepartements und Staatsschreiber-Stellvertreter des Kantons Luzern. 1895 bis 1931 war er Mitglied des Kriminalgerichts des Kantons Luzern und 1918 bis 1929 dessen Präsident. Ab 1891 war er Mitglied des Korporationsbürgerrates Luzern, 1903 bis 1929 dessen Vizepräsident. 1899/1900 erschien sein 5-bändiges Werk «Die luzernische Gesetzgebung». Ab 1930 hatte er das Präsidentenamt der Korporations-Güter-Verwaltung und des Korporations-Bürgerrates der Stadt Luzern inne. Zugleich war er Präsident der Bürgerbibliothek-Kommission, Mit-glied der Schweizerischen Landesbibliothek-Kommission, Vizepräsident des Kreiseisenbahnrates SBB II Basel und Mitglied des Bahnrates III. Im Schweizer Heerwesen war er Oberstleutnant der Infanterie. 
Zelger schrieb neben juristischen bzw. rechtsgeschichtlichen Werken zeitlebens zahlreiche historische, insbesondere regionalgeschichtlich Aufsätze, die in Tageszeitungen und Zeitschriften und auch als Separatdrucke erschienen.

## Ehrung
1932 Ehrenbürger von Rothenburg LU

## Eigene Veröffentlichungen (Auswahl)
- Glauben und Wissen im Lichte der Wahrheit und des Lebens. (1883/84; handschriftliche Arbeit bei der Helvetia Eystettensis, aufbewahrt in der Abteilung Historische Bestände der Universitätsbibliothek Eichstätt-Ingolstadt)
- Die Alpgenossenschaft von Nidwalden. 2 Teile in: Beiträge zur Geschichte Nidwaldens 5 (1888), S. 62–121, 6 (1889), S. 1–40
- Zur Erinnerung an Kantonsingenieur Frz. X. Schwytzer (1894)
- Die Schicksale der sechs kapitulierten Schweizer Regimenter in spanischen Diensten (1899)
- Die luzernische Gesetzgebung. 5 Bde. (1899/1900)
- Der Anteil des «Luzerner-Kontingents» am Feldzug der alliierten Mächte gegen Napoleon I. 1815. In: Der Geschichtsfreund. Mitteilungen des Histor. Vereins der Fünf Orte 56 (1901), S. 279–361
- Das Gewerbegebäude und Wasserwerk am Mühlenplatz in Luzern (1903)
- Standrede im Auftrage des Regierungsrates des Kantons Luzern am Winkelrietdenkmal ob Sempach (1904)
- Ausflug der Korporationsbürger der Stadt Luzern an die Matt am Bürgenstock, 15. Aug. 1924. Begrüssungsrede von Franz Zelger. Forstwirtschafticher Vortrag von Franz Schwytzer von Buonas. Nachklänge (1924)
- Die Schicksalsschläge des Benediktiner-Klosters und des Chorherrenstiftes St. Leodegar in Luzern. In: Vaterland (1925), Nr. 95–127
- Zur Pfarrinstallation (Verzeichnis der Leutpriester). In: Vaterland vom 26. Dezember 1925
- An der Wiege der Aktiengesellschaft des Katholischen Kulturvereins in Luzern. Eine Erinnerung vor 50 Jahren (1926)
- Dr. Ernst A[lfred] Stückelberg, Professor für kirchliche Altertumskunde an der Universität Basel (1867[–1926]) (1926)
- Die Begräbnisse der Schweizer-Gardisten in Paris. Ein Gedenkblatt an den Ruhmes- und Trauertag vom 10. August 1792 (1926)
- Die Liebe zur heimatlichen Scholle [1926]
- Die ehemalige Benediktiner-Reichsabteikirche von Murbach (1926)
- Der Wachtturm bei Seeburg (1926)
- An der Schwelle des modernen Luzern. Baugeschichtliche Entwicklung – Allgemein kulturelles Leben. Gedenkblätter anlässlich des hundertjährigen Bestehens der Einwohnergemeinde der Stadt Luzern (1930)
- Studien und Forschungen zur Geschichte der Freiherren von Rotenburg-Wolhusen, sowie des Amtes und des Fleckens Rotenburg. Ein Beitrag zur Geschichte des Kantons Luzern aus Anlass des 7. Centenariums der Entstehung des Städtchens und Fleckens Rotenburg (1931)
- Chronik und Genealogie der Zelger aus Unterwalden und von Luzern (Umschlag-Titel: Familiengeschichte der Zelger). Schicksale und Lebensbilder aus sieben Jahrhunderten. Unter Mitwirkung von Dr. Robert Durrer ... und Dr. Albert Bruckner ..., dargeboten von Dr. Franz Zelger (1933)
- Luzern im Spiegel alter Reiseschilderungen, 1757–1835. Gesammelt und mit einleitendem Text versehen von Dr. Franz Zelger (1933)
- Das alte Wappendenkmal der Freundschaft zwischen Luzern und Uri. In: Schweizer. Archiv für Heraldik (1934)
- Das frühere Schiesswesen in Rothenburg [1935]
- Fürstliche Gäste in Luzern (1935?)
- Gassen, Plätze, Brücken und Promenaden im alten Luzern (1935)
- Das heutige Korporationsgebäude der Stadt Luzern an der Reuss. Seine frühern Bewohner und seine bauliche Entwicklung (1935)
- Der luzernische Seeanteil am Zugersee. Eine fischereirechtliche Studie (1935)
- Erinnerungen an den alten Friedhof ob der Hofkirche in Luzern (1935)
- Erinnerungen an die Luzerner Seebrücke (1935)
- Alte Eisenbahnprojekte für die Stadt Luzern (1935)
- Historische Strassennamen in der Stadt Luzern. Eine kulturgeschichtliche Studie (1936)
- Die kulturellen Beziehungen zwischen Luzern und Basel. Aus der Ansprache von Dr. Franz Zelger an der Luzerner Tagung der Antiquarischen und Histor. Gesellschaft zu Basel, am 10. Mai 1936 (1936)
- Luzerner Büchersammler. Ansprache an der Bibliophilen Tagung in Luzern 1935. In: Der Schweizer Sammler und Familienforscher. 10 (1936), S. 77–79, S. 105–108
- Der Friedhof bei der Stiftskirche St. Leodegar in Luzern. Eine baugeschichtliche Studie (1937)
- Um das Schicksal des sog. «Roten Turms» oder des «Wachtturms» zu Seeburg (1937)
- Die Eidgenössische Tagsatzung bei Anlass der feierlichen Eidesbeschwörung des Bundesvertrages ... (1937)

## Archiv
- Familienarchiv Zelger, Franz Zelger (1864–1944). In: Sammlungen. Kloster Engelberg, Signatur PA 39/1571[1]

## Biobibliographische Literatur
- Monat-Rosen 33. Jg. (1888/89), S. 279
- Hermann Aellen (Hg.): Schweiz. Zeitgenossenlexikon (2. Ausg. 1932)
- Bruckner: Neue Schweizer Biographie (1938), S. 592 (mit Portrait-Abbildung)
- Urner Wochenblatt v. 15. Januar 1944
- Schweizer. Kirchenzeitung (1944), S. 69f.
- M. Schnellmann: (Nachruf auf Franz Zelger). In: Zeitschrift für Schweizer. Ge-schich-te 24 (1944), S. 426f.
- H. Walter und M. Schnellmann: Erinnerungsblätter (an Franz Zelger) (1944)
- P. X. Weber: Zelger, Franz. In: Der Geschichtsfreund. Mitteilungen des Histor. Vereins der Fünf Orte 98 (1945), S. XLIX -LII, S. 426f.
- Festschrift zur 100-Jahr-Feier der Alt-Rauracia Basel 1884–1984 (1985), S. 48
- Siegfried Schieweck-Mauk: Zelger, Franz Ludwig, Dr. iur. In: «... unvergeßliche Jahre». Schweizer Studenten am bischöflichen Lyzeum Eichstätt (1848–1912). Köln: SH-Verlag 2007, S. 341–343